# Beverley Palesa Ditsie
Beverley Palesa Ditsie (Orlando West, Soweto, 1971) es una activista lesbiana sudafricana, artista y cineasta. Es además una de las fundadoras de la organización de derechos de los homosexuales Gay and Lesbian Organization of Witwatersrand.

## Trayectoria
Al hablar sobre la importancia de considerar los derechos LGBT en el contexto de los derechos humanos en la 4ª Conferencia Mundial de la ONU sobre la Mujer celebrada en Beijing en 1995, se convirtió en la primera mujer abiertamente lesbiana en hacerlo. También fue la primera vez que se habló en las Naciones Unidas de las cuestiones relacionadas con el colectivo LGBT, y Ditsie dijo, “si la conferencia mundial sobre la mujer debe abordar las preocupaciones de todas las mujeres, debe reconocer igualmente que la discriminación basada en la orientación sexual es una violación de los derechos humanos básicos”.
Es una de las organizadoras de la primera Marcha del Orgullo en Sudáfrica. El desfile tuvo lugar en Johannesburgo en 1990. Ella y su amigo, Simon Nkoli, otro activista, trabajaron juntos en la creación del evento del orgullo después de que Simon tuviera la idea tras su visita a Estados Unidos. Durante el evento, habló en la televisión en directo, convirtiéndose en un "ícono cultural" y también en el blanco  del odio y la intolerancia de la gente. Afirma que tuvo que ser "escoltada durante unas dos semanas después de la marcha del orgullo" por su seguridad. Critica las actuales actividades del orgullo porque considera que existe una división cultural y racial entre las personas LGBT en Sudáfrica.
Intervino en la Conferencia de las Naciones Unidas sobre la Mujer en 1995, y fue la persona que abordó los derechos de gays y lesbianas antes  de la 4ª Conferencia Mundial sobre la Mujer de las Naciones Unidas". Intentó convencer a los delegados de la ONU de que "adoptaran resoluciones que reconocieran la diversidad sexual".
Ha trabajado como actriz y directora en televisión desde 1980, lo que la convierte en la primera estrella infantil negra en televisión.
A fines de la década de 1990, participó en el reality show Livewire - Communities, y fue la única lesbiana negra del programa.
También ha escrito, dirigido y asesorado en más de 20 documentales, proyectados a nivel nacional e internacional. Su primer documental, Simon and I (2001), ganó varios premios del público, incluido el de mejor documental de Oxfam/Vues d'Afrique en 2004, Montreal, Canadá. La historia de Simon and I es autobiográfica, siguiendo su "viaje personal y político" con Nkoli. Su película utiliza tanto entrevistas como material de archivo.

## Filmografía
- Simon & I (2002, codirectora con Nicky Newman)
- A Family Affair (2005, escrita y dirigida)
- The Commission - From Silence to Resistance (2017, dirigida, escrita y producida)
- Lesbians Free Everyone - The Beijing Retrospective (2020, dirigida, escrita y producida)